# 强迫性性行为障碍
强迫性性行为障碍（英語：compulsive sexual behaviour disorder, CSBD），又称性成瘾、性亢进、性沉溺症、性强迫症、强迫性行为障碍等，是一种冲动控制障碍，也属于强迫谱系障碍。主要特点是存在无法控制的、强烈的性冲动，并且这种频繁的性冲动已经影响了患者的正常生活。有关强迫性性行为障碍的成因存在多种假说，学界尚无定论。

## 病因
强迫性性行为障碍的病因尚无定论，可能同遗传因素、童年经历等因素有关。
有研究认为，强迫性性行为障碍同酒精依赖等疾患一样，属于重复性的强迫行为。也有研究认为，强迫性性行为障碍也存在一个消极情绪导致重复行为的循环。

## 诊断和治疗

### 诊断
美国精神病学学会尚未正式收录此疾患，一般诊断按ICD-11标准：
- 从事反复的性活动已成为患者生活的中心焦点，以至于忽视自身健康或他人利益和责任；
- 患者努力控制或减少反复的性行为，但未能成功；
- 尽管出现不良后果，患者仍继续进行反复的性行为；
- 即使患者从性行为中很少获得或根本没有满足感，患者仍继续进行反复的性行为；
- 持续存在很长一段时间（如6个月或更长时间），并对个人、家庭、社会、教育、职业或其他重要功能领域造成明显的困扰或严重损害。

### 治疗
尚无获批准的有效药品专用于治疗强迫性性行为障碍。由于强迫性性行为障碍同属强迫谱系障碍，也有观点认为可以使用选择性5-羟色胺再摄取抑制剂、促性腺激素释放激素、抗雄激素、阿片受体拮抗剂等药品来治疗强迫性性行为障碍。
除采用药物治疗外，也可以采用心理治疗。通常使用认知行为疗法或使用成瘾模型来治疗强迫性性行为障碍。